# Екстралига Мађарске у рагбију
Екстралига Мађарске у рагбију (енгл. Hungarian Extraliga) је први ранг рагби 15 такмичења у Мађарској.

## О такмичењу
Овим такмичењем руководи Рагби савез Мађарске. У лигашком делу учествује 5 клубова. Игра се двокружно. Мађарски клубови учествују и у регионалној лиги у рагбију
Учесници
- Острогон витежек
- Будимпешта егзајлс
- Батаји булдог
- Фит ворлд горилак Сегедин
- Атлетик Кечкемет

## Историја
Списак шампиона Мађарске у рагбију
- 1992. Золд Солимок
- 1993. Золд Солимок
- 1994. Киспешти Елефанток
- 1995. Киспешти Елефанток
- 1996. Киспешти Елефанток
- 1997. Батаји булдог
- 1998. Кечкемет
- 1999. Острогон витежек
- 2000. Острогон витежек
- 2001. Острогон витежек
- 2002. Острогон витежек
- 2003. Острогон витежек
- 2004. Острогон витежек
- 2005. Острогон витежек
- 2006. Острогон витежек
- 2007. Острогон витежек
- 2008. Острогон витежек
- 2009. Батаји булдог
- 2010. Батаји булдог
- 2011. Батаји булдог
- 2012. Батаји булдог
- 2013. Батаји булдог